# La Revista de la Raza
La Revista de la Raza fue una revista publicada entre 1915 y 1935, erigida en plataforma del filosefardismo español.
Fue dirigida por el periodista Manuel Ortega y contó con el mecenazgo de Ignacio Bauer. Con una sección fija denominada Mundo Sefardí con temática filosefardita el resto de secciones se dedicaba a la esfera árabe-marroquí y al hispanismo en general.
A finales de 1927 Ortega transfirió la revista junto a otros activos de la Editorial Ibero-Africano-Americana a la Compañía Ibero-Americana de Publicaciones (CIAP).
En ella colaboraron, entre otras, plumas como las de Ángel Pulido, Rafael Altamira, Carmen de Burgos, Alejandro Lerroux, Niceto Alcalá-Zamora, José Antonio de Sangróniz, Rodolfo Gil Benumeya o Ana de Castro Osório.